# Politika mobilnosti mladih
Mobilnost mladih je zmožnost mladih, da v okviru doseganja ciljev za osebnostni razvoj, osamosvajanje, za namene prostovoljnega in mladinskega dela, izobraževalnih sistemov in programov, strokovnih usposabljanj, zaposlitvenih ter kariernih ciljev, bivanjskih priložnosti ter prostočasnih aktivnosti prehajajo med različnimi kraji v matični državi in zunaj nje (Mladinski svet Slovenije, 2011).
Vendar  lahko mobilnost razumemo v različnih kontekstih oblikah, posledično pa vodijo tudi v različne ukrepe in politike. V grobem lahko mobilnost delimo na fizično (prostorsko) in družbeno mobilnost (UMAR 2009, 3), ki jima je smiselno dodati še psihološko in virtualno mobilnost (Williamson 2002, 113).
Idealna mladinska politika na področju mobilnosti mladih skrbi za vzpodbujanje vključevanja v programe mobilnosti (tako v formalnem kot tudi neformalnem izobraževanju) z odpravljanjem objektivnih in subjektivnih ovir, vzpodbuja pa tudi razvoj programov mobilnosti v sami občini in skrbi za razvoj občine v destinacijo tako meddržavne kot tudi medobčinske mobilnosti. Nadalje se kot posebna mikroupravljalska naloga kaže zagotavljanje znotrajobčinske mobilnosti, ki je vezana predvsem na javni promet in zdrav način premikanja (hoja, kolesarjenje ...).

Vir: Bakovnik N., Beočanin T., Berglez S., Dadič K., Lebar L., Lebič T., Mesec S., Mužica R., Praprotnik L., Ranc I., Straus M. (2012). Lokalna mladinska politika. Ljubljana: Zveza ŠKIS; Ajdoščina: Mladinski svet.